# Elżbieta Kuraj
Elżbieta Zdzisława Kuraj (ur. 1956 w Sosnowcu) – polska malarka, profesor Uniwersytetu Śląskiego. 

## Życiorys
Elżbieta Kuraj ukończyła studia w Pracowni Projektowania Książki Stanisława Kluski i w Pracowni Malarstwa Jerzego Dudy-Gracza katowickiego Wydziału Grafiki Akademii Sztuk Pięknych w Krakowie (1982). Doktorat uzyskała na Wydziale Malarstwa Akademii Sztuk Pięknych w Krakowie (2001). W 2005 habilitowała się w dziedzinie sztuk plastycznych – malarstwo na Wydziale Grafiki, Malarstwa i Wzornictwa Akademii Sztuk Pięknych w Katowicach. W 2012 otrzymała tytuł profesorski. Promotorka doktoratu Joanny Wowrzeczki.
W latach 1995–1999 prowadziła „Galerię Obok” w Teatrze Małym w Tychach. W 1999 rozpoczęła pracę w Katedrze Malarstwa Instytutu Sztuki Wydziału Artystycznego w Cieszynie UŚ.
W latach 1986–2009 zorganizowała 48 indywidualnych wystaw malarstwa, m.in.: w Muzeum Śląskim w Katowicach, w BWA w Bielsku-Białej, w Galerii „Im Hof” w Essen, Galerii ZPAP Art-Nova w Katowicach, Muzeum Narodowym w Gdańsku-Oliwie, Galerii TPSP Pałacyk w Warszawie, Galerii Teatru Witkacego w Zakopanem, Galerii Sztuki Współczesnej w Przemyślu, GCK w Katowicach, Galerii Extravagance w Sosnowcu, Galerii „Obok” w Tychach, Galerii ENGRAM w Katowicach, Galerii Refektarz w Kartuzach, Galerii MM w Chorzowie, BWA w Gorzowie Wielkopolskim, Galerii Zamkowej w Bielsku-Białej, BWA w Kielcach, BWA w Sieradzu, BWA w Kaliszu. Uczestniczyła w ponad 100 wystawach zbiorowych, w konkursach i festiwalach, m.in. w Ogólnopolskim Salonie Zimowym w Radomiu „Master Prints from Poland” w Gainesville (USA), w wystawie interdyscyplinarnej ,,33+3" w Muzeum Narodowym w Gdańsku-Oliwa, w „Warszawskim Miesiącu Malarstwa” w Galerii Zapiecek w Warszawie, w wystawie jubileuszowej ASP w Katowicach „Dąbrówki 9” w Muzeum Śląskim w Katowicach.

## Nagrody i wyróżnienia
- „Bielska Jesień” w Bielsku-Białej (1984, 1987)
- Festiwal Polskiego Malarstwa Współczesnego w Szczecinie (1998)
- „Biennale Małych Form Malarskich” w Toruniu (1997)
- „Praca Roku” w Katowicach (1996, 1997, 1999, 2001, 2004, 2005)
- „Muzyka w Malarstwie” w Tychach (1988, 1990, 2000, 2002, 2004)
- Wystawa Sztuki Artystów Środowiska Śląskiego w Bielsku-Białej (2004)
- „Jestem” – Wystawa Śląskiego Środowiska Twórczego w Katowicach (2006)
- Stypendystka Ministra Kultury i Sztuki (1983, 1988)

Źródło.